# Mejicanotrichia rara
Mejicanotrichia rara är en nattsländeart som beskrevs av Bueno-soria och Barba-alvarez 1999. Mejicanotrichia rara ingår i släktet Mejicanotrichia och familjen smånattsländor. Inga underarter finns listade i Catalogue of Life.